# Saint-Amant-de-Boixe
Saint-Amant-de-Boixe è un comune francese di 1 386 abitanti situato nel dipartimento della Charente, nella regione della Nuova Aquitania.

## Società

### Evoluzione demografica
Abitanti censiti